# Blakliden
Blakliden är ett naturreservat i Åsele kommun i Västerbottens län.
Området är naturskyddat sedan 2006 och är 132 hektar stort. Reservatet omfattar östsluttningen av Blaklidkullen ner mot Råbergsbäcken. Reservatet består av gammal granskog.